# Marianne de Martines
Pour les articles homonymes, voir Martines.
Marianne de Martines (Marianna von Martinez née Anna Katharina) est une chanteuse, pianiste et compositrice viennoise d'origine espagnole, née le 4 mai 1744 et morte le 13 décembre 1812. 

## Biographie
Fille de Nicoló Martinez « gentiluomo » du nonce apostolique (en), à l'âge de dix ans, elle prend des leçons de chant auprès de Nicola Porpora et de clavecin auprès du jeune Joseph Haydn. Elle prend également des leçons avec Johann Adolph Hasse et Giuseppe Bonno.
Elle tient à Vienne un salon musical fréquenté par Haydn et Mozart, et joue à quatre mains les sonates de ce dernier. En 1790, elle fonde une école de chant.
Parmi ses œuvres (200 environ, dont beaucoup sont perdues), 2 oratorios sur des textes italiens, 4 messes, 6 motets, des cantates religieuses et profanes, 3 sonates pour clavier, un concerto pour piano et une symphonie.
Ses œuvres sont conservées dans les archives de la Gesellschaft der Musikfreunde de Vienne.

## Discographie
- Sonates en mi majeur et la majeur - Monica Jakuc, pianoforte (juin 1992, Titanic Records) (OCLC 28317137) — avec Haydn et Auenbrugger.
- Psalmkantaten, pour solistes, chœur et orchestre - Isabel Lippitz, soprano ; Susanne Bieber, alto ; Béla Mavrák, ténor ; Thomas Müller de Vries, basse ; Kölner Kurrende ; Orchestre Clara Schumann de Cologne, dir. Elke Mascha Blankenburg (1995, Koch Schwann) (OCLC 837437064)
- Les femmes compositeurs au XVIIIe siècle : Musique pour clavecin, volume 1 - Barbara Harbach, clavecin (1995, Gasparo Records 272) (OCLC 33810217) — avec des œuvres pour clavecin d'Elisabetta de Gambarini et Maria Hester Park.
- Woman Composers and the Men in Their Lives : Sonate no 3 en la majeur - Leanne Rees, piano (2000, Fleur de Son) (OCLC 638218472).
- Il primo amore : Ouverture, cantate, Concerto, Sonates - La Floridiana, dir. et clavecin, Nicoleta Paraschivescu (2012, DHM/Sony) (OCLC 785470315)
- La Tempesta : Concerto, cantates et sonates - Anna Bonitatibus, mezzo-soprano ; La Floridiana, dir. et clavecin, Nicoleta Paraschivescu (2015, DHM/Sony 88875026722)